# Euophrys marmarica
Euophrys marmarica är en spindelart som beskrevs av Lodovico di Caporiacco 1928. Euophrys marmarica ingår i släktet Euophrys och familjen hoppspindlar. Inga underarter finns listade i Catalogue of Life.